# Passo de Kilik
O Passo de Kilik (alt. 4827 m), 30 km a oeste do Passo de Mintaka é um passo de montanha no Caracórum entre Paquistão e Xinjiang, na República Popular da China. Os dois passos eram em tempos antigos as duas principais vias de acesso ao Vale do Hunza (ou Gojal) a partir do norte.
Não deverá confundir-se com o homónimo Passo de Kilik mas que fica a oeste do Passo de Sanju que dá acesso a Shahidula pela Bacia do Tarim.